# François Fillon
François Fillon (wym. [fʁɑ̃.swa fi.jɔ̃]; ur. 4 marca 1954 w Le Mans) – francuski polityk i prawnik, minister w kilku rządach, wieloletni parlamentarzysta, jeden z liderów Unii na rzecz Ruchu Ludowego i następnie Republikanów, w latach 2007–2012 premier Francji w trzech kolejnych gabinetach. Kandydat w wyborach prezydenckich w 2017.

## Życiorys

### Wykształcenie i działalność do 2007
W 1976 ukończył prawo publiczne na Université du Mans. W 1977 został absolwentem studiów podyplomowych z zakresu prawa publicznego na Université de Paris V. Ukończył także studia podyplomowe z dziedziny nauk politycznych w Instytucie Nauk Politycznych w Paryżu.
Działalność polityczną rozpoczął wkrótce po studiach, kiedy to w 1976 został asystentem deputowanego Joëla Le Theule. Rok później, gdy ten objął stanowisko ministra transportu, powierzono mu funkcję zastępcy szefa jego gabinetu. Wstąpił też wówczas do gaullistowskiego Zgromadzenia na rzecz Republiki.
François Fillon, jak większość polityków francuskich, zaangażował się też w politykę w ramach administracji terytorialnej. W 1981 został radnym departamentu Sarthe. Zasiadał w niej do 1998, od 1985 jako jej wiceprzewodniczący, a od 1992 na stanowisku przewodniczącego. Pełnił też funkcję zastępcy mera Sablé-sur-Sarthe (1981–1983), a następnie przez osiemnaście lat burmistrza tej miejscowości (1983–2001). Od 1998 do 2007 był radnym rady regionalnej Kraju Loary, w latach 1998–2002 jako jej przewodniczący, następnie przez dwa lata jako wiceprzewodniczący. Od 2001 wybierany na radnego Solesmes.
W 1981, w wieku 27 lat, François Fillon został po raz pierwszy wybrany do Zgromadzenia Narodowego z departamentu Sarthe. Od tego czasu w następnych wyborach parlamentarnych (w 1986, 1988, 1993, 1997 i 2002) utrzymywał swój mandat poselski. W latach 1986–1988 przewodniczył parlamentarnej komisji obrony.
W latach 1993–1995 po raz pierwszy wchodził w skład rady ministrów, zajmował stanowisko ministra szkolnictwa wyższego i badań w rządzie Édouarda Balladura. W maju 1995 objął urząd ministra usług pocztowych i technologii informacyjnych w gabinecie Alaina Juppé, sprawował go do maja 1997.
W 2002 przystąpił do Unii na rzecz Ruchu Ludowego. W tym samym roku powrócił na stanowisko rządowe, kiedy to w maju objął funkcję ministra spraw społecznych, pracy i solidarności w gabinecie premiera Jean-Pierre’a Raffarina. Jako minister próbował zmienić przeforsowane przez socjalistów prawo o 35-godzinnym tygodniu pracy i przeprowadzić reformę systemu emerytalnego (Loi Fillon).
W marcu 2004 został ministrem edukacji, szkolnictwa wyższego i badań. We wrześniu tego samego roku wybrano go po raz pierwszy do Senatu, jednak mandat złożył w związku z zakazem łączenia stanowisk w rządzie i parlamencie. W kwietniu 2005 François Fillon przeprowadził reformę systemu edukacyjnego, wprowadzając m.in. tzw. minima programowe dla wielu przedmiotów szkolnych i akademickich oraz zasady wynagradzania nauczycieli. Ze stanowiska ustąpił w czerwcu 2005, kiedy to urząd premiera objął Dominique de Villepin. We wrześniu tego samego roku ponownie został senatorem z okręgu Sarthe.

### Premier

#### Wybory prezydenckie 2007 i pierwszy gabinet

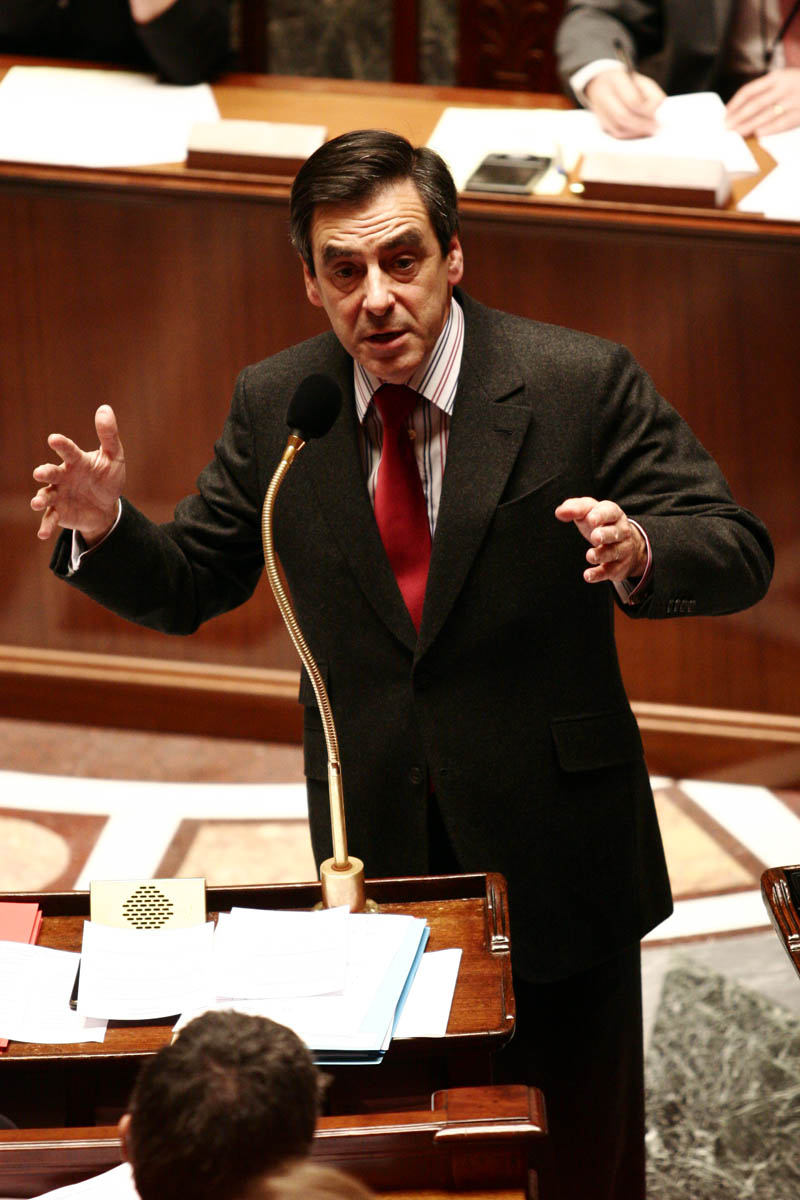
François Fillon przemawiający w Zgromadzeniu Narodowym, 2007

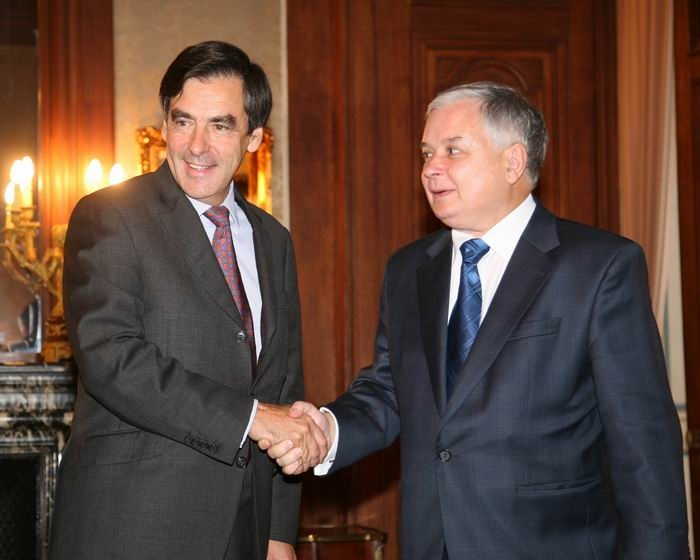
François Fillon z prezydentem RP Lechem Kaczyńskim (2007)

W 2007 François Fillon zaangażował się w kampanię prezydencką Nicolasa Sarkozy’ego. Został m.in. jego doradcą politycznym. 12 kwietnia 2007 Nicolas Sarkozy wymienił jego nazwisko jako potencjalnego przyszłego premiera. W dzień po wyborach prezydenckich miał to potwierdzić w rozmowie telefonicznej z brytyjskim premierem Tonym Blairem.
W drugiej turze wyborów prezydenckich z 6 maja 2007 lider UMP pokonał Ségolène Royal, zdobywając 53% głosów, a 16 maja tego samego roku objął oficjalnie urząd prezydenta Francji. Dzień wcześniej premier Dominique de Villepin podał się wraz z rządem do dymisji, a 17 maja 2007 Nicolas Sarkozy mianował François Fillona na urząd premiera. Gabinet ten funkcjonował formalnie od 18 maja 2007 do 18 czerwca 2007.
W skład rządu weszli:
- François Fillon – premier,
- Alain Juppé – minister stanu, minister ekologii, zrównoważonego rozwoju i planowania,
- Jean-Louis Borloo – minister gospodarki, finansów i zatrudnienia,
- Michèle Alliot-Marie – minister spraw wewnętrznych,
- Bernard Kouchner – minister spraw zagranicznych i stosunków europejskich,
- Brice Hortefeux – minister imigracji, integracji, tożsamości narodowej i wspólnego rozwoju,
- Rachida Dati – strażnik pieczęci, minister sprawiedliwości,
- Xavier Bertrand – minister pracy, stosunków społecznych i solidarności,
- Xavier Darcos – minister edukacji narodowej,
- Valérie Pécresse – minister szkolnictwa wyższego i nauki,
- Hervé Morin (członek NC) – minister obrony,
- Roselyne Bachelot-Narquin – minister zdrowia, młodzieży i sportu,
- Christine Boutin – minister mieszkalnictwa i polityki miejskiej,
- Christine Lagarde – minister rolnictwa i rybołówstwa,
- Christine Albanel – minister kultury i łączności, rzecznik prasowy rządu,
- Éric Woerth – minister budżetu, finansów publicznych i służby cywilnej.

Powołano także czterech sekretarzy stanu w różnych resortach, stanowiska te objęli Roger Karoutchi, Éric Besson (były członek PS), Dominique Bussereau i Jean-Pierre Jouyet. Martin Hirsch został wysokim komisarzem ds. solidarności i przeciwdziałaniu ubóstwu.

#### Wybory parlamentarne 2007 i drugi gabinet
Przed wyborami do Zgromadzenia Narodowego przewidzianymi na czerwiec 2007 François Fillon ustalił zasadę, wedle której ci z ministrów, którzy będą kandydowali do parlamentu i nie zostaną wybrani, złożą rezygnację. Sam premier w głosowaniu, wygranym zdecydowanie przez Unię na rzecz Ruchu Ludowego i jej mniejszych sojuszników (w tym Nowe Centrum), już w pierwszej turze uzyskał mandat poselski w Sarthe, który złożył w związku z pełnieniem funkcji rządowych.
19 czerwca 2007 François Fillon został po raz drugi mianowany przez prezydenta premierem nowego rządu, z którego musiał odejść były premier Alain Juppé, niespodziewanie pokonany przez socjalistę w swoim okręgu wyborczym.
Poza François Fillonem na dotychczasowych stanowiskach ministerialnych pozostali Michèle Alliot-Marie, Bernard Kouchner, Brice Hortefeux, Rachida Dati, Xavier Bertrand, Xavier Darcos, Valérie Pécresse, Hervé Morin, Roselyne Bachelot-Narquin, Christine Boutin, Christine Albanel i Éric Woerth. Jean-Louis Borloo został ministrem stanu, ministrem ekologii, zrównoważonego rozwoju i planowania (w miejsce Alaina Juppé), a Christine Lagarde zastąpiła go na stanowisku ministra gospodarki, finansów i przemysłu. W skład rady ministrów na urząd ministra rolnictwa i rybołówstwa powołano Michela Barniera. Martin Hirsch pozostał wysokim komisarzem, podobnie jak poprzednio powołani sekretarze stanu. Nowymi sekretarzami stanu w różnych ministerstwach zostali Laurent Wauquiez, Valérie Létard (członek NC), Nathalie Kosciusko-Morizet, Christian Estrosi, André Santini (członek NC), Jean-Marie Bockel (były członek PS), Hervé Novelli, Fadela Amara, Alain Marleix, Rama Yade, Luc Chatel i Bernard Laporte.
W trakcie urzędowania w ramach gabinetu dokonano licznych zmian kadrowych. Ze stanowisk sekretarzy stanu odeszli Jean-Pierre Jouyet i Christian Estrosi (zastąpili ich odpowiednio Yves Jégo i Bruno Le Maire). Nowo powołane stanowiska sekretarzy stanu w 2008 obsadzili Hubert Falco, Nadine Morano, Christian Blanc (członek NC), Anne-Marie Idrac i Alain Joyandet. Przeprowadzono też modyfikacje co do nazw i kompetencji kilku resortów, a także zakresów obowiązków poszczególnych wiceministrów. W grudniu 2008 do rządu dodatkowo wszedł Patrick Devedjian jako minister ds. wdrożenia planu naprawczego w związku z kryzysem gospodarczym. W styczniu 2009 gabinet opuścił Xavier Bertrand (w związku z wyborem na sekretarza generalnego UMP). Zastąpił go Brice Hortefeux, a jego obowiązki przejął Éric Besson, otrzymując nominację na urząd ministra. Nowym sekretarzem stanu (po kolejnych zmianach zakresów obowiązków) została Chantal Jouanno.
Po wyborach do PE w 2009 doszło do rekonstrukcji rządu. Poza François Fillonem swoje stanowiska ministerialne utrzymali Bernard Kouchner (sprawy zagraniczne), Christine Lagarde (gospodarka), Patrick Devedjian (zwalczanie kryzysu gospodarczego), Valérie Pécresse (nauka), Hervé Morin (obrona), Roselyne Bachelot (zdrowie), Éric Besson (imigracja), a także Éric Woerth, któremu dodano do dotychczasowych obowiązków także reformę stanu. Kilku ministrów zostało przeniesionych na nowe stanowiska; Jean-Louis Borloo został ministrem stanu, ministrem ekologii, energii, zrównoważonego rozwoju i gospodarki morskiej, Michèle Alliot-Marie – ministrem stanu, strażnikiem pieczęci i ministrem sprawiedliwości, Brice Hortefeux – ministrem spraw wewnętrznych, terytoriów zamorskich i wspólnot, Xavier Darcos – ministrem pracy, stosunków społecznych, rodziny i solidarności. Ponadto w skład rządu weszli:
- Luc Chatel – minister edukacji narodowej i rzecznik prasowy rządu,
- Bruno Le Maire – minister gospodarki żywnościowej, rolnictwa i rybołówstwa,
- Frédéric Mitterrand – minister kultury i komunikacji,
- Michel Mercier – minister planowania przestrzennego i terytoriów wiejskich.

Utworzono dwa urzędy ministrów podległych innym członkom rządu: Henri de Raincourt został ministrem ds. kontaktów z parlamentem (podległym premierowi), a Christian Estrosi – ministrem ds. przemysłu (podległym Christine Lagarde). Część sekretarzy stanu (Valérie Létard, Jean-Marie Bockel, Hervé Novelli, Rama Yade, Hubert Falco, Nadine Morano, Christian Blanc) otrzymała nowy zakres obowiązków. Na swoich stanowiskach pozostali sekretarze stanu Laurent Wauquiez, Nathalie Kosciusko-Morizet, Dominique Bussereau, Fadela Amara, Alain Marleix, Anne-Marie Idrac, Alain Joyandet i Chantal Jouanno oraz Martin Hirsch jako wysoki komisarz. Nowymi sekretarzami stanu zostali Pierre Lellouche, Nora Berra, Benoist Apparu i Marie-Luce Penchard (kilka miesięcy później awansowana na stanowisko ministra podległego ministrowi spraw wewnętrznych i odpowiadającego za terytoria zamorskie).
Do kolejnych zmian w rządzie doszło po wyborach regionalnych w 2010, w których centroprawica podobnie jak w 2004 poniosła porażkę. Éric Woerth został tym razem ministrem pracy, solidarności i służby cywilnej. Do rządu weszli François Baroin (jako minister ds. budżetu, finansów publicznych i reformy państwa) oraz Marc-Philippe Daubresse (jako minister ds. młodzieży i aktywizacji), a także Georges Tron powołany na stanowisko sekretarza stanu przy ministrze pracy. Z gabinetu odeszli Xavier Darcos i Martin Hirsch, a w lipcu tego samego roku zdymisjonowani zostali Christian Blanc i Alain Joyandet.
13 listopada 2010 przed planowaną rekonstrukcją rządu po przeprowadzeniu reformy emerytalnej François Fillon podał swój rząd do dymisji, która została przyjęta.

#### Trzeci gabinet
Dzień po rezygnacji, tj. 14 listopada 2010, Nicolas Sarkozy powierzył François Fillonowi utworzenie trzeciego z kolei rządu. Również 14 listopada 2010 został przedstawiony nowy skład nowego gabinetu.
W jego skład weszli:
- François Fillon – premier,
- Alain Juppé – minister stanu, minister obrony i spraw kombatantów,
- Michèle Alliot-Marie – minister stanu, minister spraw zagranicznych i europejskich,
- Nathalie Kosciusko-Morizet – minister ekologii, zrównoważonego rozwoju, transportu i mieszkalnictwa,
- Michel Mercier – strażnik pieczęci, minister sprawiedliwości,
- Brice Hortefeux – minister spraw wewnętrznych, terytoriów zamorskich, wspólnot i imigracji,
- Christine Lagarde – minister gospodarki, finansów i przemysłu,
- Xavier Bertrand – minister pracy, zatrudnienia i zdrowia,
- Luc Chatel – minister edukacji narodowej i młodzieży,
- François Baroin – minister ds. budżetu, finansów publicznych, służby cywilnej i reformy państwa, rzecznik prasowy rządu,
- Valérie Pécresse – minister szkolnictwa wyższego i nauki,
- Bruno Le Maire – minister rolnictwa, żywności, rybołówstwa, wsi i planowania regionalnego,
- Frédéric Mitterrand – minister kultury,
- Roselyne Bachelot – minister solidarności i spójności społecznej,
- Maurice Leroy – minister ds. miast,
- Chantal Jouanno – minister sportu.

Ministrami podległymi innym ministrom zostali:
- Patrick Ollier – minister ds. kontaktów z parlamentem (podległy premierowi),
- Éric Besson – minister ds. przemysłu, energii i gospodarki cyfrowej (podległy ministrowi gospodarki),
- Henri de Raincourt – minister ds. kooperacji (podległy ministrowi spraw zagranicznych),
- Philippe Richert – minister ds. wspólnot terytorialnych (podległy ministrowie spraw wewnętrznych),
- Laurent Wauquiez – minister ds. europejskich (podległy ministrowi spraw zagranicznych),
- Nadine Morano – minister ds. szkoleń zawodowych (podległy ministrowi pracy),
- Marie-Luce Penchard – minister ds. terytoriów zamorskich (podległy ministrowi spraw wewnętrznych).

Stanowiska sekretarzy stanu w różnych resortach objęli Pierre Lellouche, Nora Berra, Benoist Apparu, Georges Tron, Marie-Anne Montchamp, Thierry Mariani, Frédéric Lefebvre i Jeannette Bougrab.
27 lutego 2011 została odwołana Michèle Alliot-Marie, stanowisko ministra spraw zagranicznych i europejskich przejął Alain Juppé, a urząd ministra obrony i spraw kombatantów objął Gérard Longuet. Z rządu odszedł też Brice Hortefeux, którego zastąpił Claude Guéant. 29 maja 2011 dymisję złożył Georges Tron. Do kolejnych zmian doszło 29 czerwca 2011 po odejściu z gabinetu Christine Lagarde, która została dyrektorem zarządzającym MFW. François Baroin zastąpił ją na urzędzie ministra gospodarki, finansów i przemysłu. Valérie Pécresse objęła natomiast w jego miejsce funkcję ministra ds. budżetu, finansów publicznych i reformy państwa oraz rzecznika prasowego rządu. Laurent Wauquiez wszedł w skład ścisłego rządu jako minister szkolnictwa wyższego i nauki (zastępując z kolei Valérie Pécresse), jego zaś zastąpił Jean Leonetti, którego powołano na ministra ds. europejskich. Nowym ministrem został centrysta François Sauvadet, któremu przydzielono odpowiedzialność za służbę cywilną. Thierry Mariani awansował na stanowisko ministra podległego ministrowi ekologii jako minister transportu. Nowymi sekretarzami stanu zostali David Douillet, Marc Laffineur i Claude Greff. 26 września 2011 po wyborach do Senatu z gabinetu odeszła Chantal Jouanno, a ministrem sportu został David Douillet, tego ostatniego na funkcji sekretarza stanu dwa dni później zastąpił Édouard Courtial. 22 lutego 2012 z rządu odeszła Nathalie Kosciusko-Morizet, a Benoist Apparu awansował na ministra podległego ministrowi ekologii.

### Działalność od 2012
Po przegranych przez Nicolasa Sarkozy’ego wyborach prezydenckich François Fillon ogłosił swoją dymisję. Urząd premiera sprawował do czasu desygnowania przez François Hollande’a nowego premiera 15 maja 2012. W wyborach parlamentarnych w tym samym roku uzyskał poselską reelekcję. W listopadzie 2012 po konflikcie wewnątrz UMP grupa około 70 posłów skupionych wokół byłego premiera powołała odrębną grupę poselską pod nazwą Rassemblement-UMP. Do zjednoczenia obu partyjnych frakcji doszło w styczniu 2013.
W 2016 François Fillon wziął udział w prawyborach przed wyborami prezydenckimi w 2017, które zorganizowała centroprawica skupiona wokół partii Republikanie (będącej następczynią UMP). Wygrał pierwszą turę z wynikiem 44%, przed Alainem Juppé (29%) i Nicolasem Sarkozym (21%). W drugiej turze odniósł zwycięstwo nad swoim kontrkandydatem, zdobywając około 67% głosów i uzyskując tym samym prezydencką nominację.
W styczniu 2017 satyryczny magazyn „Le Canard Enchaîné” ujawnił, że jego żona Penelope Fillon przez około 10 lat była opłacana jako asystentka parlamentarna swojego męża. Zarzucono byłemu premierowi, że zatrudnienie to było w rzeczywistości fikcyjne. Poparcie dla François Fillona w sondażach zaczęło wówczas spadać, zaś w lutym prokurator otworzył formalnie postępowanie karne w przedmiotowej sprawie.
Polityk nie wycofał się z wyborów. Ostatecznie w pierwszej turze głosowania z 23 kwietnia 2017 zajął 3. miejsce wśród 11 kandydatów z wynikiem 20,01%, przegrywając z centrystą Emmanuelem Macronem i liderką Frontu Narodowego Marine Le Pen. Bezpośrednio po ogłoszeniu sondażowych wyników głosowania wezwał do poparcia w drugiej turze wyborów Emmanuela Macrona.
Również w 2017 zajął się prowadzeniem firmy konsultingowej współpracującej m.in. z rosyjskimi przedsiębiorstwami.
W 2020 w Paryżu rozpoczął się jego proces, w którym zarzucono mu sprzeniewierzenie publicznych pieniędzy poprzez zatrudnianie członków rodziny na fikcyjnych etatach. W tym samym roku został za to nieprawomocnie skazany na karę 5 lat pozbawienia wolności (w tym 3 z warunkowym zawieszeniem), orzeczono także dziesięcioletni zakaz pełnienia funkcji publicznych. W 2022 w postępowaniu odwoławczym orzeczono wobec niego karę 4 lat pozbawienia wolności (w tym 3 z warunkowym zawieszeniem).
W czerwcu 2021 został z nominacji rządu Rosji członkiem zarządu Zarubieżnieftu, rosyjskiego państwowego koncernu paliwowego. W grudniu tego samego roku został również członkiem zarządu rosyjskiego koncernu petrochemicznego Sibur. Zrezygnował z obu tych stanowisk w lutym 2022 po tym, jak Rosja rozpoczęła inwazję na Ukrainę.

## Życie prywatne
Rodzina Fillonów pochodzi z francuskiego departamentu Sarthe. Jego ojciec był notariuszem, matka zaś znaną francuską historyczką.
François Fillon jest żonaty od 1980 z Walijką Penelope Kathryn Clarke, która pracowała jako nauczycielka języka angielskiego w Le Mans. Mają pięcioro dzieci, zamieszkali w XII-wiecznym zamku Château de Beaucé nad brzegiem rzeki Sarthe w miejscowości Solesmes. Ma dwóch młodszych braci: Dominique’a (pianistę) i Pierre’a (okulistę), żonatego z młodszą siostrą żony François Fillona. Trzeci jego brat Arnaud zginął w wypadku samochodowym w 1981 w wieku 18 lat.